# Trioza lautereriella
Trioza lautereriella är en insektsart som beskrevs av Burckhardt 1986. Trioza lautereriella ingår i släktet Trioza och familjen spetsbladloppor. Inga underarter finns listade i Catalogue of Life.